# Fraseria ocreata
El papamoscas forestal (Fraseria ocreata) es una especie de ave paseriforme de la familia Muscicapidae propia de África occidental y central. 

## Descripción
El papamoscas forestal mide alrededor de 18 cm de largo. El plumaje de sus partes superiores es de olor gris oscuro, más oscuro en la frente y píleo, en contraste con el de las inferiores que es blanco. Presenta una cantidad variable de moteado gris oscuro en forma de medias lunas en el pecho y flancos.

## Taxonomía
Fue descrito científicamente por el ornitólogo inglés Hugh Edwin Strickland en 1844. Se reconocen tres subespecies:
- F. o. kelsalli - presente en el suroestes de Guinea y Sierra Leona;
- F. o. prosphora - se encuentra de Liberia a Ghana;
- F. o. ocreata - se extiende desde Nigeria a Uganda, la República Democrática del Congo y Angola, además de Bioko.

## Distribución y hábitat
El papamoscas forestal se encuentra en las selvas tropicales de África central y occidental, principalmente, distribuido por Angola, Benín, Camerún, Costa de Marfil, Gabón, Ghana, Guinea-Conakri, Guinea Ecuatorial, Liberia, Nigeria, República Centroafricana, República del Congo, República Democrática del Congo, Sierra Leona y Uganda.